# 叠氮化镍
叠氮化镍是一种无机化合物，化学式为Ni(N3)2，它可以在四羰基镍和叠氮化碘的反应中生成。
2 Ni(CO)4 + 2IN3 → Ni(N3)2 + NiI2 + 8 CO
它也能通过碳酸镍和叠氮化氢反应得到。
它和叠氮化钾（或叠氮化铷）在含过量HN3的溶液中结晶，可以得到M4[Ni(N3)6]·H2O（M=K, Rb）。